# IC 1562
IC 1562 ist eine Balken-Spiralgalaxie vom Hubble-Typ SBc im Sternbild Walfisch am Südsternhimmel. Sie ist rund 169 Millionen Lichtjahre von der Milchstraße entfernt.
Entdeckt wurde das Objekt am 3. November 1898 von DeLisle Stewart.